# Kochelsee
Der Kochelsee liegt 70 km südlich von München am Rand der Bayerischen Alpen. Er gehört zu den Gemeinden  Kochel am See im Osten und Schlehdorf im Westen. Der See ist Eigentum des Freistaates Bayern und wird von der Bayerischen Verwaltung der staatlichen Schlösser, Gärten und Seen verwaltet.

## Lage und Siedlungsgeschichte
Während der südliche Bereich des Sees von Bergen umgeben ist, liegt der nördliche Teil schon im flachen Voralpenland und wird von den Loisach-Kochelsee-Mooren begrenzt. Von der naturräumlichen Lage her gesehen gilt der See als Alpenrandsee. Im Rahmen der Seentypisierung Deutschlands entspricht er dem Typ 4 Geschichteter Alpensee. Die Geschichte der Besiedelung Kochels begann auf der so genannten Birg bei Altjoch, einem Felskegel direkt am Ufer des Kochelsees.

## Name
Der See ist explizit im 11. Jh. als Chochelse beurkundet. Wie bei der Ortschaft Kochel a. See (739 Cochalon) liegt der althochdeutsche Flurname Cochalon zugrunde, was ‚bei den spitzen Hügelchen‘ bedeutet.

## Entstehung
Der See entstand in der Würmeiszeit durch die Ausschürfung des Isar-Loisach-Gletschers. Der Untergrund des so entstandenen Beckens wurde anschließend durch Seetone eines eiszeitlichen Sees verfüllt, welche einen stauenden Untergrund bildeten.
Der heutige Kochelsee ist nur noch ein Überrest des ursprünglich bis nach Penzberg reichenden und ca. 200 m tiefen Beckens im Bereich der Flyschzone. Der See verlandete nach und nach, so dass sich nördlich von ihm die Loisach-Kochelsee-Moore mit Nieder- und Hochmooren bildeten.

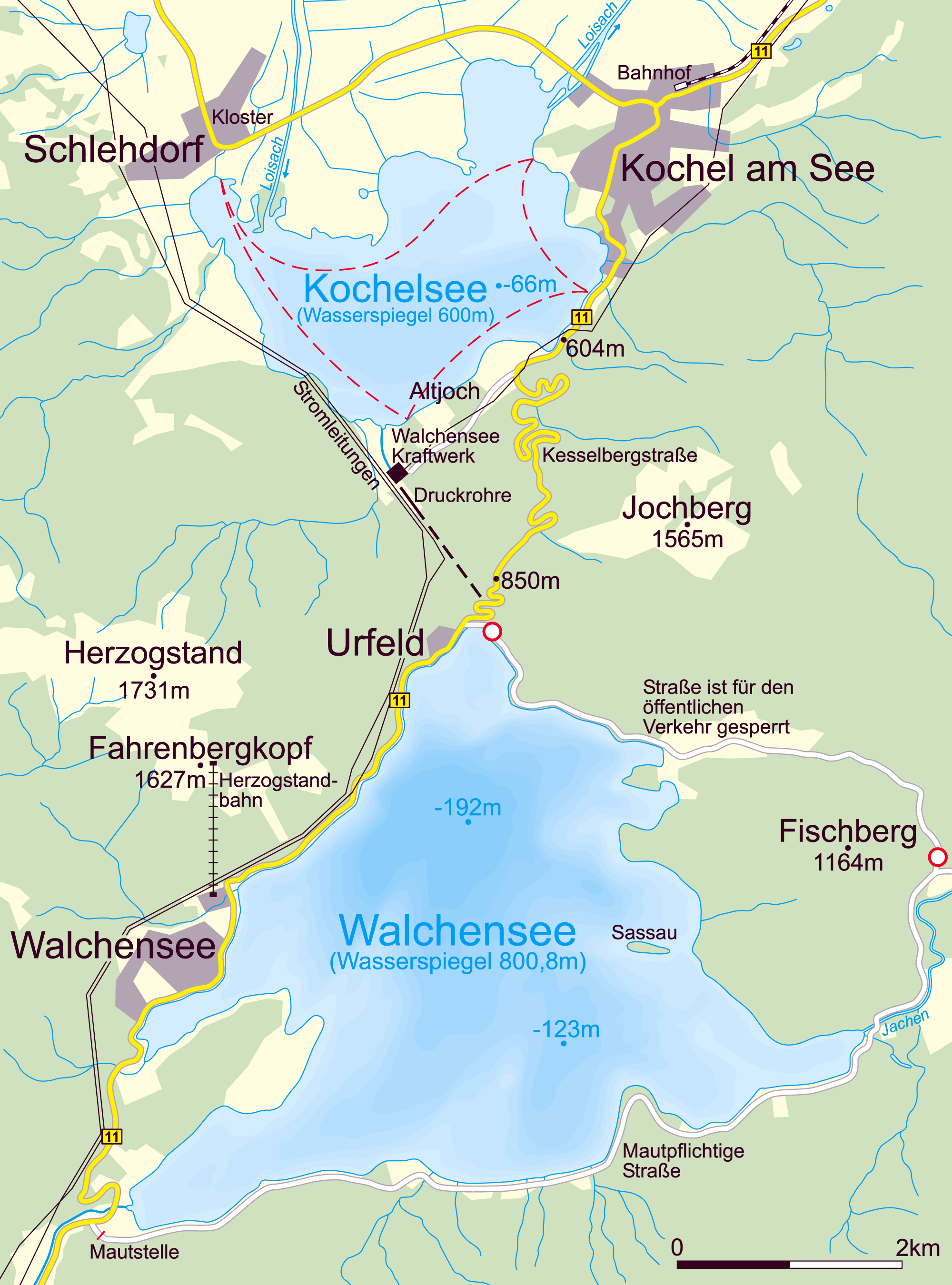
Walchensee und Kochelsee

## Größe und Anteile
Die aktuelle Größe des Kochelsees wird mit 5,9 km² angegeben. In einer älteren Quelle von ca. 2003 finden sich noch 5,95 km². Eine genauere Angabe liefert der BayernAtlas-Grundsteuer, der in der Summe 5.893.893 Quadratmeter (nur Wasserfläche Stillgewässer) nachweist, davon 4.225.114 Quadratmeter oder 71,7 Prozent in der Gemeinde Kochel am See, sowie 1.668.779 Quadratmeter oder 28,3 Prozent in der Gemeinde Schlehdorf.

## Zu- und Abfluss
Bei Schlehdorf, nördlich unterhalb von Herzogstand und Heimgarten, fließt die Loisach in den Westteil des Kochelsees. Sie verlässt den See an seinem Nordrand, westlich von Kochel am See.
Gleichzeitig fließt im Durchschnitt dieselbe Wassermenge vom Walchensee – und damit von der Isar – durch das Wasserkraftwerk Walchensee zu. Um die Schwankungen des Wasserspiegels gering zu halten, wird der Abfluss durch eine Kanalschleuse parallel zum natürlichen Auslauf des Kochelsees reguliert.
Durch die Ausbaggerung der Loisach von 1901 bis 1904 senkte sich der Seespiegel um etwa 1,8 Meter.

## Nutzung

### Tourismus
Aufgrund seiner Lage am Fuße des Herzogstands und der Nähe zum Walchensee spielt der Kochelsee eine große Rolle für den Fremdenverkehr in der Region. Neben Baden, kommerziellem Ausflugs- und Fährverkehr sowie Rudern und Paddeln bietet sich die Region zum Spazieren und Wandern an. Auch gibt es Möglichkeiten zur Skiabfahrt am Herzogstand, von dem aus man Kochelsee und Walchensee überblickt. Bekannt ist das Klettergebiet Kochel mit schwierigen Routen für Sportkletterer und für Deep Water Soloing (Klettern vom Wasser aus).
Auch für Windsurfer und Kitesurfer ist der Kochelsee ein Revier, das für häufigen Starkwind bekannt ist. Wenn in den Alpen Föhnlage herrscht, weht der Wind den Kesselberg herunter. In kalten Nächten können am Nordhang von Herzogstand und Heimgarten Fallwinde entstehen, die bis in den Vormittag hinein andauern. Es wurden Windstärken bis 8 Bft gemessen.

### Angeln und Fischerei
Der Kochelsee ist fischreich, daher haben Angeln als Freizeitsport sowie der gewerbliche Fischfang Bedeutung. So betreibt die Familie Kneidl mindestens seit dem 12. Jahrhundert am Kochelsee Fischerei, deren nicht urkundlich belegte Aktivität ist jedoch vermutlich über 300 Jahre älter. Das Unternehmen gehört somit zu den ältesten Familienunternehmen Deutschlands.

## Galerie
- Video: Drohnenflug über den Kochelsee

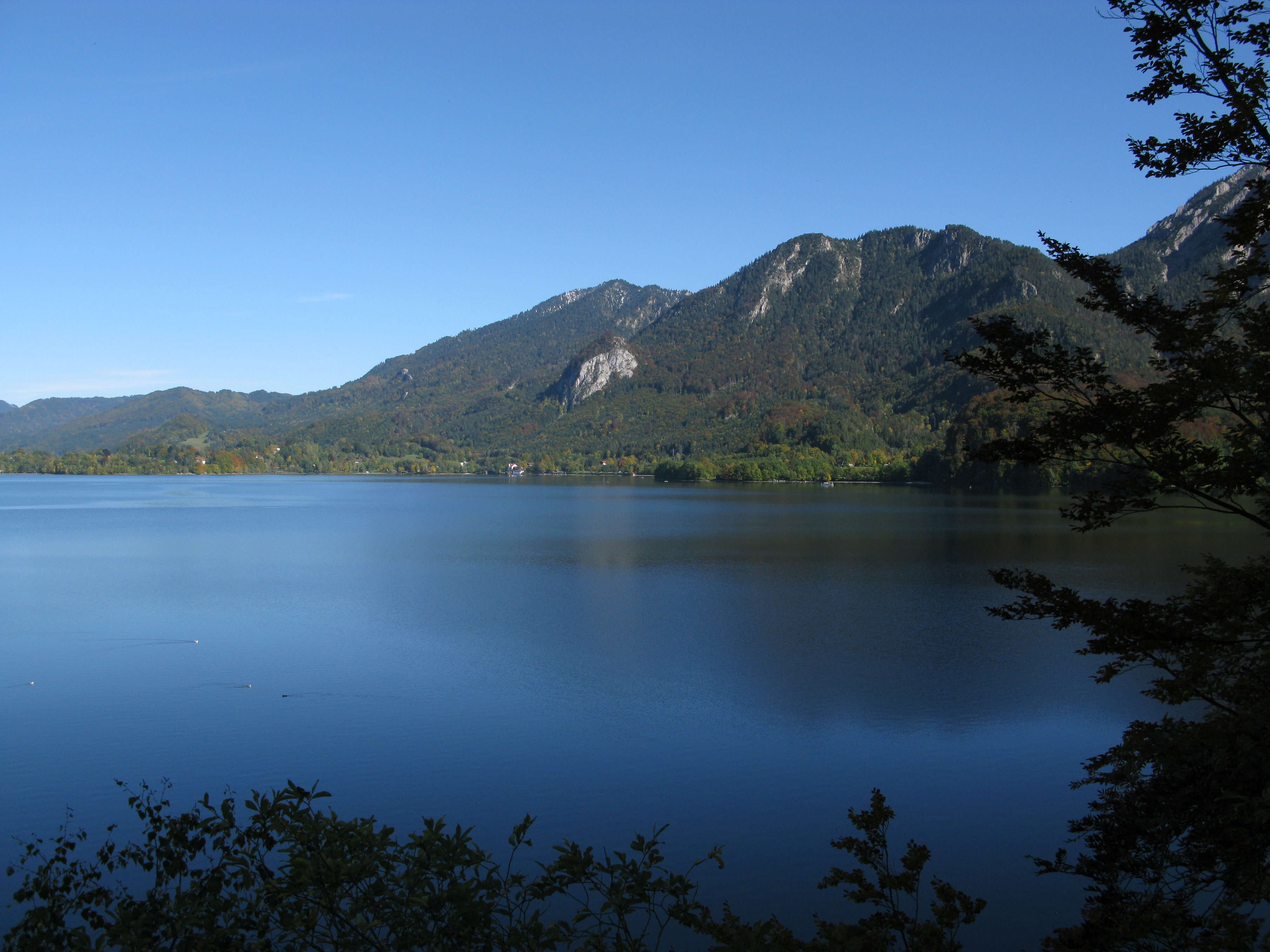
Kochelsee und Kochel am See am gegenüberliegenden Ufer
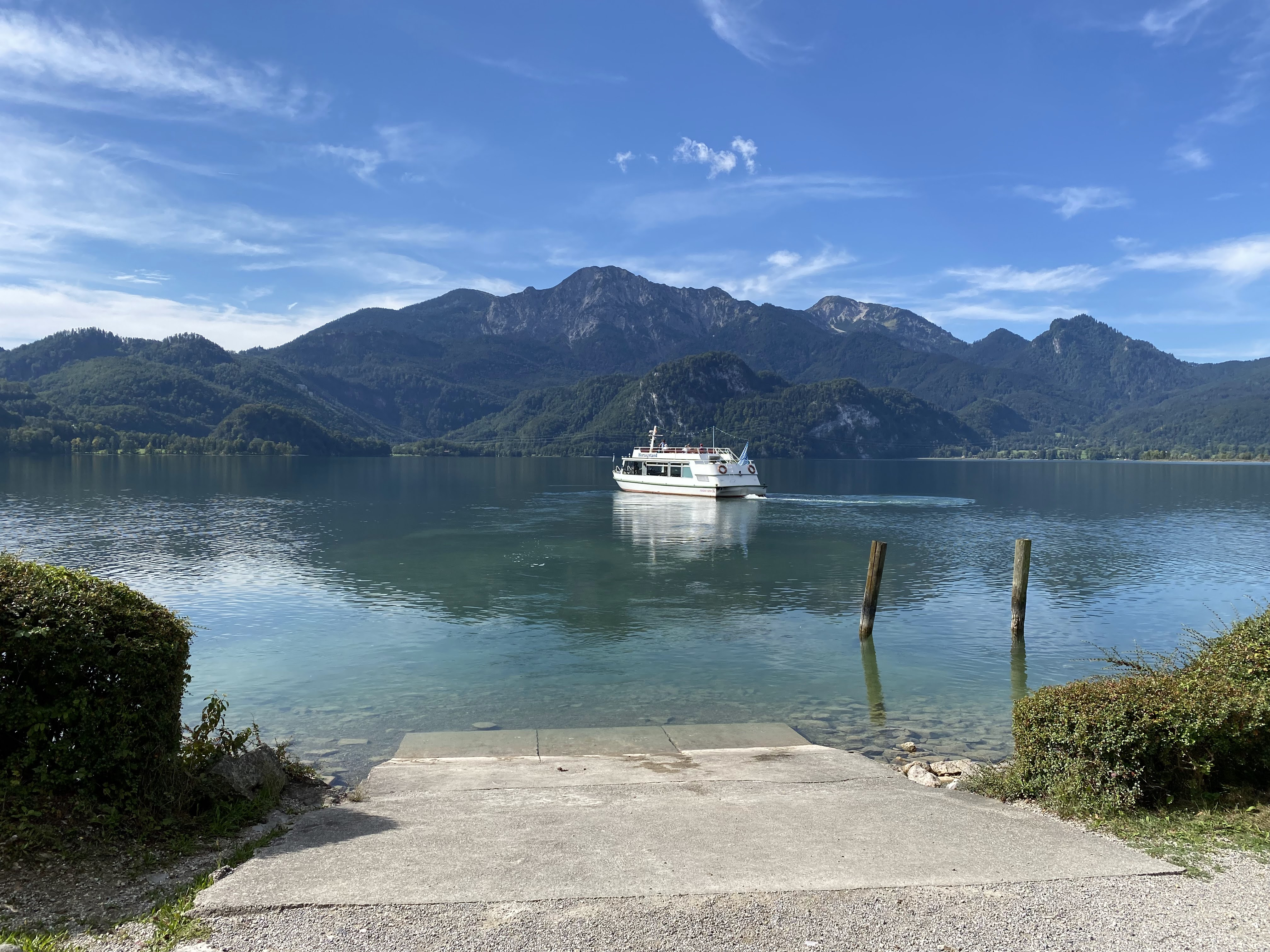
Bootanlegeplatz am Kochelsee
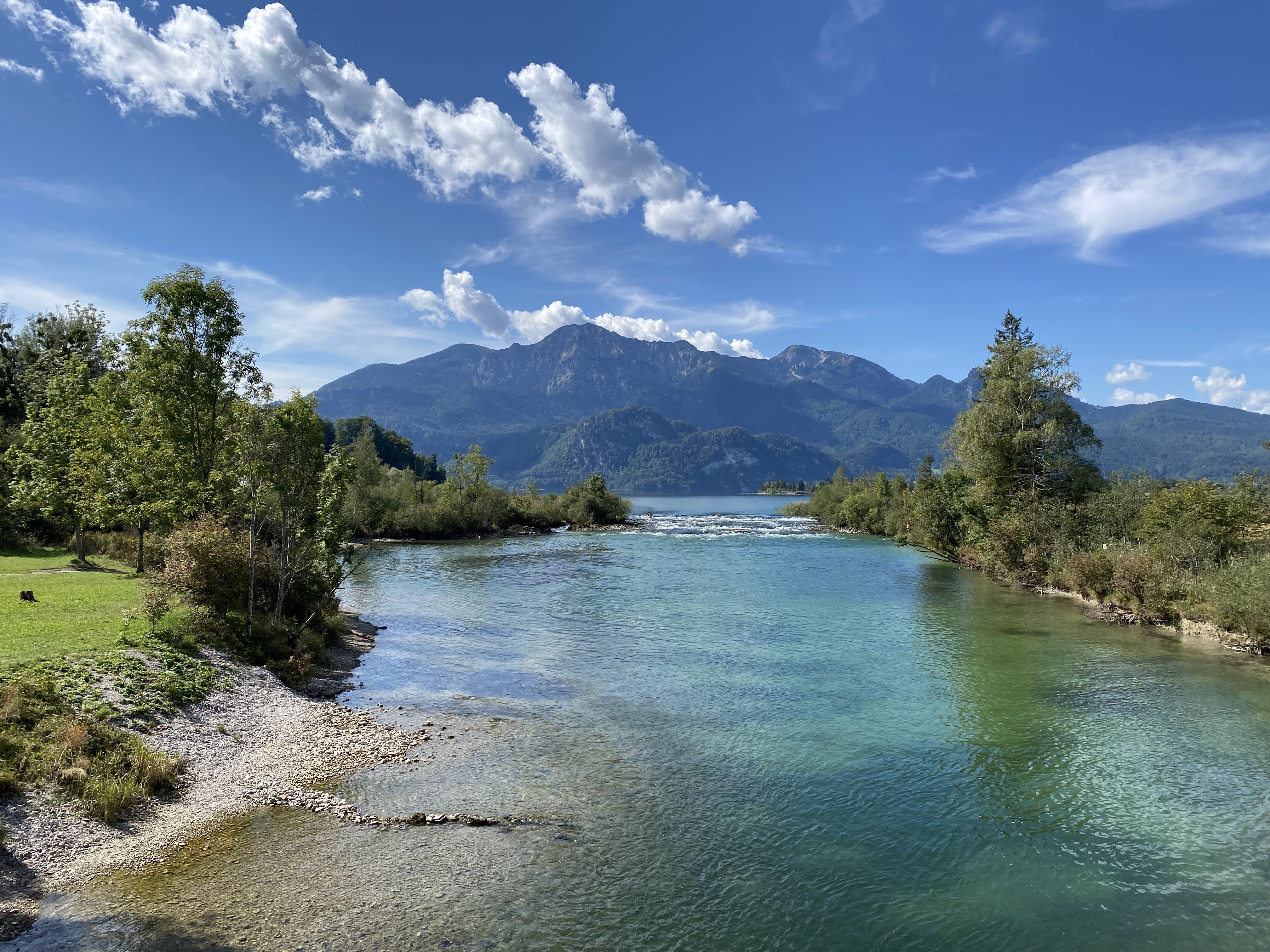
Abfluss der Loisach aus dem Kochelsee
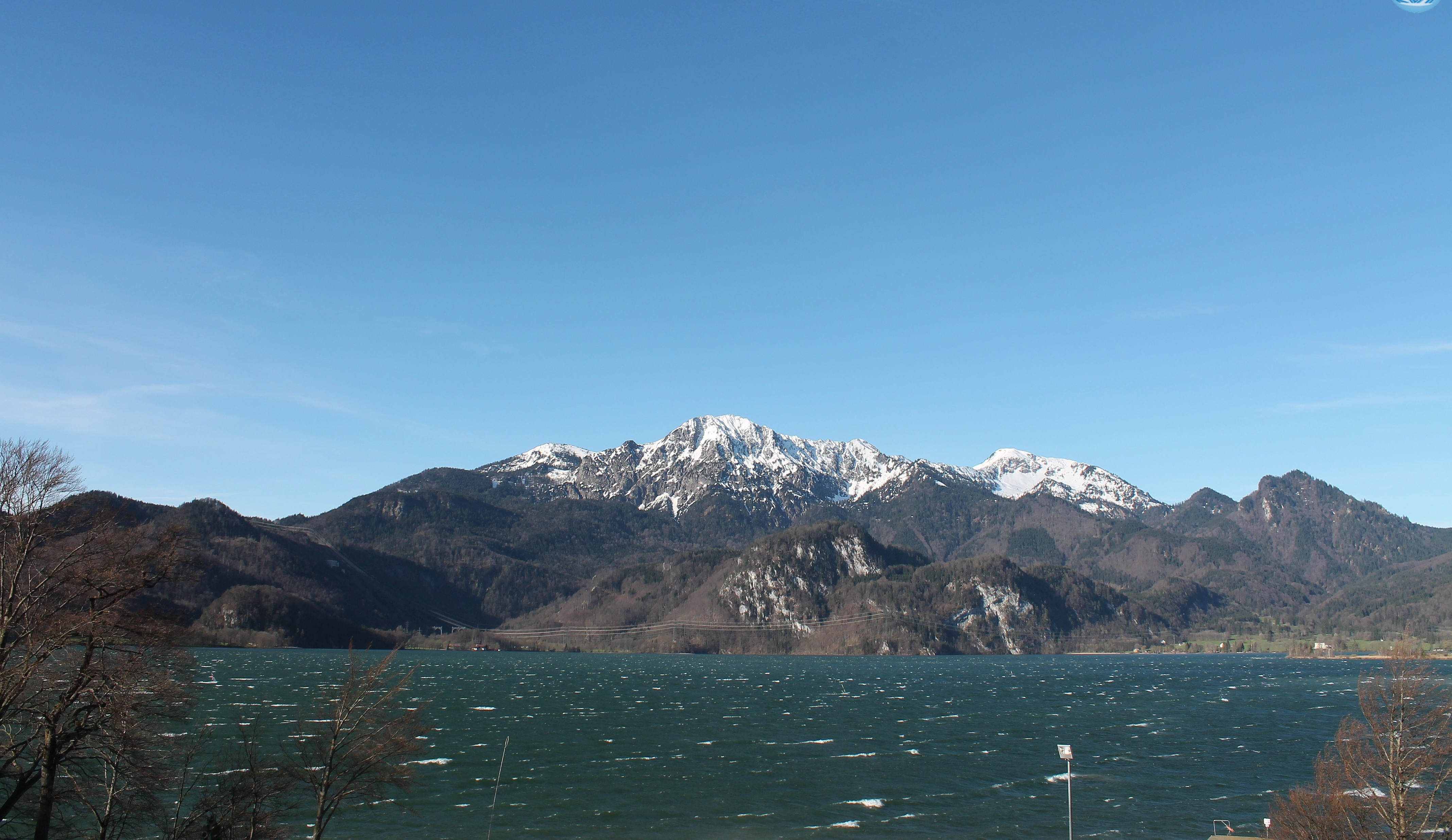
Wind mit 7 bis 8 Bft auf dem Kochelsee

## Anrainer
Die Ortschaften am Ufer des Sees gehören zum Landkreis Bad Tölz-Wolfratshausen, dabei handelt es sich um:
- Kochel am See
- Schlehdorf
- Raut (Westufer, Ortsteil von Schlehdorf)
- Altjoch (Südufer, Ortsteil von Kochel am See)